# Ecnomiohyla valancifer
Ecnomiohyla valancifer és una espècie de granota que viu a Mèxic.
Està amenaçada d'extinció per la pèrdua del seu hàbitat natural.